# Mark Eyskens
Mark Eyskens (wymowaⓘ; ur. 29 kwietnia 1933 w Leuven) – belgijski i flamandzki polityk, ekonomista i nauczyciel akademicki, parlamentarzysta i minister, w 1981 premier Belgii.

## Życiorys
Syn polityka Gastona Eyskensa. Studiował ekonomię, filozofię i prawo na Katolickim Uniwersytecie w Leuven. W 1957 uzyskał magisterium z ekonomii na nowojorskim Uniwersytecie Columbia, a w 1962 doktorat z ekonomii na macierzystej uczelni w Leuven. Był pracownikiem państwowego funduszu badawczego NFWO (1958–1962), a także wieloletnim wykładowcą Katolickiego Uniwersytetu w Leuven, od 1965 do 1998 na stanowisku profesora.
Zaangażował się w działalność polityczną w ramach Chrześcijańskiej Partii Ludowej. W latach 1962–1965 pełnił funkcję doradcy ministra finansów, następnie wchodził w skład różnych komisji rządowych. Między 1977 a 2003 wykonywał mandat posła do Izby Reprezentantów. W latach 1976–1977 był sekretarzem stanu do spraw gospodarki regionalnej, planowania i mieszkalnictwa, a w 1978 sekretarzem stanu do spraw budżetu. Od 1979 do 1980 pełnił funkcję ministra pomocy rozwojowej. W latach 1980–1981 sprawował urząd ministra finansów. Od kwietnia do grudnia 1981 zajmował stanowisko premiera.
Pozostał członkiem kolejnych rządów Wilfrieda Martensa jako minister spraw gospodarczych (1981–1985), minister finansów (1985–1988) i minister spraw zagranicznych (1989–1992). Od 1992 reprezentował krajowy parlament w Zgromadzeniu Parlamentarnym Rady Europy.

## Skład rządu
- Mark Eyskens (CVP), premier[4]
- Guy Mathot (PS), wicepremier, minister budżetu
- Willy Claes (SP), wicepremier, minister spraw gospodarczych
- José Desmarets (PSC), wicepremier, minister klasy średniej i planowania
- Jos Chabert (CVP), minister robót publicznych i reform instytucjonalnych
- Charles-Ferdinand Nothomb (PSC), minister spraw zagranicznych
- Willy Calewaert (SP), minister edukacji
- Albert Lavens (CVP), minister rolnictwa
- Luc Dhoore (CVP), minister opieki społecznej i zdrowia publicznego
- Gaston Geens (CVP), minister ds. wspólnoty flamandzkiej
- Jean-Maurice Dehousse (PS), minister ds. Regionu Walońskiego
- Robert Urbain (SP), minister handlu zagranicznego
- Robert Vandeputte (CVP), minister finansów
- Roger De Wulf (SP), minister zatrudnienia i pracy
- Marc Galle (SP), minister ds. wspólnoty flamandzkiej
- Michel Hansenne (PSC), minister ds. wspólnoty francuskiej
- Philippe Moureaux (PS), minister sprawiedliwości i reform instytucjonalnych
- Daniël Coens (CVP), minister współpracy rozwojowej
- Philippe Maystadt (PSC), minister służb publicznych i polityki naukowej
- André Degroeve (PS), minister ds. Regionu Stołecznego Brukseli
- Pierre Mainil (PSC), minister ds. emerytur
- Freddy Willockx (PVV), minister poczty, telefonii i telegrafów
- Frank Swaelen (CVP), minister obrony
- Philippe Busquin (PS), minister spraw wewnętrznych i edukacji
- Valmy Féaux (PS), minister komunikacji